# Антропологічний тип
Антропологічний тип (також антропологічний варіант, антропологічний регіональний варіант, расовий тип, расовий варіант) — класифікаційна одиниця, або категорія, нижчого порядку в расознавстві, що розглядається як частина малої раси. Іноді під назвою «антропологічний тип» може матися на увазі раса будь-якого таксономічного рангу. Також термін «антропологічний тип» використовується для позначення узагальненого опису тих чи інших груп людських популяцій, подібних за певним комплексом антропологічних ознак, поза зв'язком з класифікаційними категоріями.
Останнім часом все більшого поширення набуває термін «антропологічний варіант», один із синонімів терміна «антропологічний тип». Це пов'язано з тим, що прихильники популяційної концепції раси вважають основний термін не зовсім вдалим, оскільки поняття «тип» (з іншим значенням) використовується і в типологічній концепції раси.

## У складі рас
У побудові більшості класифікацій людських рас дотримується ієрархічний принцип. Антропологічний тип знаходиться на нижчому рівні такої ієрархії. Класифікаційною одиницею вищого рангу по відношенню до антропологічного типу є мала раса, або раса другого порядку. На наступному рівні класифікації ті чи інші малі раси утворюють велику, або основну расу, або расу першого порядку (цьому терміну відповідає поняття «расовий стовбур», який використовується, зокрема, в класифікації В. В. Бунака). Найчастіше малі раси безпосередньо включаються до складу великих рас, але іноді їх групують в расові гілки (а вже в складі расових гілок вони об'єднуються у великі раси), такі одиниці як «расові гілки» використовуються, наприклад, в класифікаціях В. В. Бунака і Г. Ф. Дебеца. У ряді класифікацій, зокрема, в роботах А. А. Зубова великі раси об'єднуються в більш великі класифікаційні одиниці — в надрасові стовбури.
Прикладом багаторівневої класифікації рас може бути класифікація великої негроїдної раси, в складі якої виділяють негритянську, центральноафриканську і південноафриканську малі раси. У складі негретянської раси, в свою чергу, виділяються суданський, центральноафриканський, східно-бантоїдний, південноафриканський і нілотський антропологічні типи, а в складі південноафриканської раси — бушменський і готтентотський антропологічні типи.
Великі раси виділяються більш стабільними антропологічними ознаками, до яких відносяться, наприклад, колір шкіри, форма волосся і ступінь щільності або виступання лиця. Малі раси і антропологічні типи виділяються по менш стійким ознакам, таким, як форма голови, довжина тіла або форма носа, які можуть змінюватися лише за кілька поколінь.

## У складі етносів
Антропологічні типи можуть виділятися не тільки в складі малих рас. Термін «антропологічний тип» може застосовуватися також по відношенню до груп населення з певними антропологічними відмінностями, які виділяються в складі того чи іншого етносу. Наприклад, в складі російського народу виділяються ільменско-білозерський, валдайський, вологдо-в'ятский, в'ятско-камський, клязьминський, дон-сурський, степовий, середньоволзький, верхнеокский, архангельський, онежський і інші типи, а в складі українців виділяють верхньодніпровський, волинський, поліський, карпатський та інші типи і варіанти.

## Відносність значення терміна
Як і всі інші терміни расових класифікацій термін «антропологічний тип» є в достатній мірі умовним і нестійким внаслідок складності доведення рівноцінності рівня відмінностей різних груп людей, нерівномірності вивчення різних людських популяцій і відсутності загальноприйнятої класифікації рас і типів. Так, наприклад, в деяких класифікаціях антропологічні типи можуть виділятися в окремі раси. Наприклад, як самостійна мала раса іноді розглядається нілотський антропологічний тип: в класифікації Г. Ф. Дебеца — в складі африканської гілки великої негро-австралоїдної раси, і в класифікації В. В. Бунака — в складі африканської гілки тропічного расового стовбура. Також, наприклад, лапоноїдна раса в класифікаціях різних антропологів може розглядатися як один з антропологічних типів перехідної уральської раси, як мала раса в складі великої європеоїдної раси, як проміжна мала раса, що сформувалася в зоні контактів європеоїдів і монголоїдів, і навіть як самостійна велика раса.